# Палкино (Октябрьское сельское поселение)
В Рыбинском районе есть ещё одна деревня Палкино, в Глебовском сельском поселении.
Па́лкино — деревня Ломовского сельского округа в Октябрьском сельском поселении Рыбинского района Ярославской области .
Деревня расположена на правом, западном берегу реки Языковка у самого её истока, с юго-западной стороны, на удалении около 1 км от железной дороги Ярославль—Рыбинск и стоящей по другую сторону дороги деревни Пиняги, или примерно в 1,5 км к югу от платформы Пиняги. Напротив деревни Палкино на левом берегу стоит деревня Вандышево. Вдоль реки Языковка проходит просёлочная дорога, в южном направлении она ведёт на деревню Сельцо, а в северо-восточном ведёт к деревне Пиняги. Перечисленные деревни крайние, в западном направлении, деревни Октябрьского сельского поселения, к западу от них — Волжское сельское поселение .
Деревня Палкина указана на плане Генерального межевания Рыбинского уезда 1792 года.
На 1 января 2007 года в деревне числилось 2 постоянных жителя . Почтовое отделение, находящееся в посёлке Лом, обслуживает в деревне Палкино 2 дома .